# Toshishiro Obata

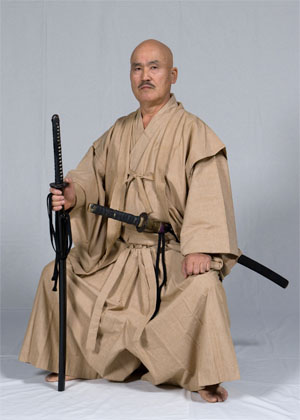
Toshishiro Obata

Toshishiro Obata (jap. 小幡利城, Obata Toshishiro; ur. 20 października 1948 w prefekturze Gunma w Japonii) – mistrz japońskich sztuk walki, choreograf i aktor. Jest twórcą sztuki walki japońskim mieczem Shinkendo i założycielem International Shinkendo Federation (ISF) z siedzibą w Los Angeles.

## Życiorys
Toshishiro Obata jest potomkiem Obata Toramori i Obata Masamori, którzy służyli jako generałowie i jedni z 24 sławnych strategów rodziny Takeda w wojnie domowej, mającej miejsce podczas ery Sengoku. 
Od najmłodszych lat wprowadzany był do świata sztuk walki przez swojego ojca (biegłego między innymi w sztuce walki bagnetem - Jukenjutsu). Od osiemnastego roku życia profesjonalnie zajmuje się sztukami walki począwszy od siedmioletniej nauki Yoshinkan Aikido pod okiem Sensei Gozo Shiody. Nie mogąc pogodzić obowiązków Uchi Deshi (studenta żyjącego w dojo) z nauką innych stylów walki, opuścił Dojo Yoshinkan celem poszerzania swojej wiedzy na temat posługiwania się różnymi rodzajami broni japońskiej. Na przestrzeni lat pobierał między innymi nauki: 
- Yagyu Shinkage-ryu - Sensei Yagyu Nobuharu
- Ioriken Battojutsu - Sensei Uchida Tetshinsai
- Kashima Shin-ryu - Sensei Tanaka Shigeho
- Ryukyu Kobudo - Sensei Inoue Motokatsu
- Juttejutsu i Masaki-ryu Manrikigusari - Sensei Nawa Yumio[1].

W 1971 roku dołączył do elitarnej grupy mistrzów sztuk walki tworzących choreografie na potrzeby filmu i telewizji - Tokyo Wakakoma. Praca dla tej grupy w roli Bujutsu Shihan pozwalała wykorzystać wiedzę na temat wielu różnych sztuk walki. Fakt, że w wielu z wyreżyserowanych przez siebie scenach sam występował, był zapowiedzią przyszłej kariery aktorskiej.
Największy wpływ wywarł na nim jednak Sensei Taizaburo Nakamura (doświadczony mistrz Toyama-ryu, Kendo i Jukenjutsu). To właśnie dany przez niego pokaz realnego użycia japońskiego miecza sprawił, że Toshishiro Obata w pełni poświęcił się studiowaniu tej broni. W roku 1980 otrzymał od swojego mistrza misję rozpropagowania Toyama-ryu Battodo w USA, gdzie przeniósł się na stałe.
Po latach studiów różnych sztuk walki, postanowił stworzyć własny styl - Shinkendo. W celu jego rozpropagowania w 1994 powołał do życia Międzynarodową Federację Shinkendo (ISF) z siedzibą główną (Honbu Dojo) w Los Angeles.
Naucza japońskich sztuk walki prowadząc seminaria na całym świecie. W Polsce gościł czterokrotnie – w 2005, 2010, 2011 oraz 2015 roku. 

## Rekordy
- Czterokrotny zwycięzca Ioriken Battojutsu All Japan Tameshigiri.
- Dwukrotny zwycięzca Battodo All Japan Tameshigiri.
- Rekordzista świata Kabutowari (test cięcia na w pełni metalowym hełmie kabuto) z wynikiem 13 centymetrów[1].

## Publikacje
- Naked Blade: A Manual of Samurai Swordsmanship (1986)
- Crimson Steel: The Sword Technique of the Samurai (1987)
- Kama Weapon Art of Okinawa (1987)
- Samurai Aikijutsu (1988)
- Shinkendo: Japanese Swordsmanship (1999)
- Shinkendo Tameshigiri: Samurai Swordsmanship & Test-Cutting (2005)
- Modern Bushido: Samurai Teachings For Modern Times (2012)

## Filmografia
- 1984: Wojownik widmo (Ghost Warrior) jako Japoński oficer

- 1989: Czarny deszcz (Black Rain) jako Mediator

- 1990: China O'Brien II jako Wojownik Baskin'a

- 1990: Miecz Bushido (The Sword of Bushido) jako Yamaguchi

- 1990: Wojownicze Żółwie Ninja (Teenage Mutant Ninja Turtles) jako Tatsu

- 1991: Wojownicze żółwie ninja II: Tajemnica szlamu (Teenage Mutant Ninja Turtles II: The Secret of the Ooze) jako Tatsu

- 1991: Ostry poker w małym Tokio (Showdown in Little Tokyo) jako Sato

- 1992: Ukryte motywy (Ulterior Motives) jako Przypakowany yakuza

- 1992: Wściekłość i sprawiedliwość (Rage and Honor) jako Chan Lu

- 1993: Wschodzące słońce (Rising Sun) jako Strażnik w Imperial Arms

- 1993: Człowiek-demolka (Demolition Man) jako Skazaniec

- 1993: Strażnik Teksasu (Walker, Texas Ranger) jako Japoński instruktor karate

- 1994: Cień (The Shadow) jako Mongoł

- 1994: Zabójca jakuzów (Red Sun Rising) jako Oyabun

- 1994: Niebieski tygrys (Blue Tiger) jako Kunimatsu

- 1995: W potrzasku (The Hunted) jako Ryuma

- 2009: Art of War jako King Helu